# Girlschool
Girlschool es una banda británica de heavy metal conformada sólo por mujeres, originarias del movimiento NWOBHM (New Wave of British Heavy Metal). Disfrutaron de algún éxito comercial a inicios de los ochenta, aunque en la actualidad tienen una sólida base de fanáticos y son la inspiración de muchas bandas de rock conformadas solo por mujeres.

## Historia

### 1975–1978: Painted Lady
En 1975, amigas de la escuela y vecinas de Wandsworth, al sur de Londres, Kim McAuliffe (guitarra rítmica, voz) y Dinah Enid Williams (bajo, voz) formaron una banda de covers de rock exclusivamente femenina llamada Painted Lady, junto con Tina Gayle en la batería. Deirdre Cartwright se unió a la nueva banda como guitarra principal, Val Lloyd reemplazó a Gayle en la batería y comenzaron a tocar en la escena de los pubs locales. "¡La razón por la que éramos todas chicas fue que no pudimos encontrar ningún chico que quisiera tocar con nosotras! Esto era lo más natural", explicó McAuliffe a Gary Graff en 1997 sobre la composición exclusivamente femenina de la banda.
Cartwright, que era mayor y con más experiencia musical que los demás miembros,[9] se fue en 1977 para formar la banda Tour De Force y luego siguió diferentes oportunidades profesionales en el negocio de la música; ahora es una reconocida guitarrista de jazz.
Su lugar en la banda lo ocupó brevemente la visita estadounidense Kathy Valentine, quien se acercó a la banda a través de un anuncio en el periódico musical británico Melody Maker. Cuando Valentine regresó a los Estados Unidos en 1978 para formar Textones y luego unirse a The Go-Go's como bajista, Painted Lady se separó. Sin embargo, McAuliffe y Williams todavía estaban dispuestos a seguir una carrera musical para escapar de sus trabajos diarios en un banco y una panadería; reformaron la banda y reclutaron al guitarrista principal Kelly Johnson y a la baterista Denise Dufort en abril de 1978. 
La nueva formación cambió su nombre a Girlschool, tomándolo de "Girls' School", la cara B del exitoso sencillo "Mull of Kintyre" (1977) de Paul McCartney y Wings, e inmediatamente salió a la carretera, de gira por pequeños locales de Francia, Irlanda y Gran Bretaña.

### 1978–1982: N.W.O.B.H.M.
En diciembre de 1978, lanzaron su primer sencillo, "Take it all away", que causó interés en el equipo de Motörhead, lo que hizo que Girlschool acompañara a dicha agrupación en la gira de su disco Overkill, en 1979.  
Este fue el comienzo de una relación duradera entre las dos bandas.  
Después de la gira y algunos otros shows teloneando a la banda galesa Budgie, Doug Smith se convirtió en el manager de Girlschool y obtuvo una audición con el sello británico Bronze Records, en ese momento hogar de Uriah Heep, Motörhead y Juicy Lucy.  
El propio propietario de Bronze, Gerry Bron, asistió a la audición; quedó impresionado por la presencia escénica y la maestría musical de Girlschool y les ofreció un contrato con su sello en diciembre de 1979. 
Su primer álbum vio la luz al año siguiente, y se tituló Demolition. De él se desprendieron los exitosos sencillos "Emergency" y "Race with the Devil".  
Este éxito comercial las llevó a girar con bandas como Uriah Heep y Black Sabbath.  

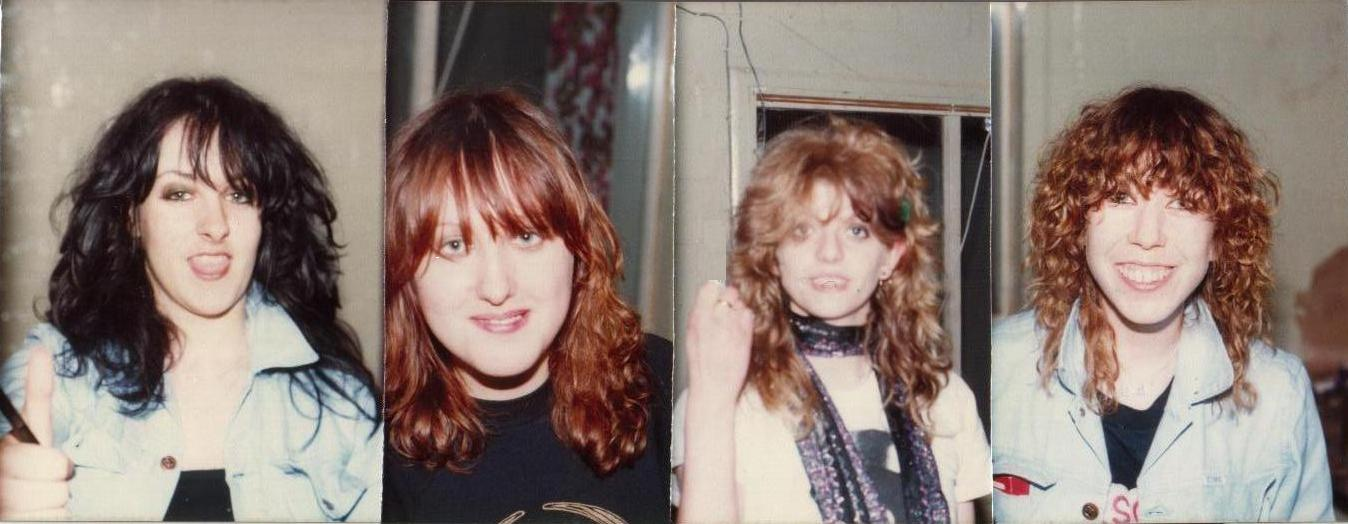
Formación original de Girlschool: Kim McAuliffe, Enid Williams, Kelly Johnson, Denise Dufort (1981)

En 1981 se reunieron de nuevo con Motörhead, para grabar el sencillo "Please Don’t Touch", que hizo parte del disco Hit and Run, y las llevó a salir nuevamente de gira, esta vez con Rush.  
El movimiento del Rock Británico conocida como la Nueva Ola de Heavy Metal Británico (frecuentemente abreviado como NWOBHM), que comenzó a fines de la década de 1970 y se rompió en la corriente principal a principios de la década de 1980, estaba explotando en el Reino Unido y la banda ganó El soporte de una etiqueta fuerte en el momento adecuado para explotar el momento y formar una base de fanáticos sólidos. 
A partir de ese momento, empezaron a presentarse algunos cambios en la alineación.  
La banda ingresó al estudio de grabación con el experimentado productor Vic Maile en abril de 1980. Vic Maile había trabajado como ingeniero de sonido en vivo para muchos grupos importantes, como The Who, Led Zeppelin, The Kinks y Jimi Hendrix, produciendo también los dos primeros álbumes fundamentales de Dr. Feelgood y algunas bandas de punk a finales de los años 1970.  
Capturó el sonido crudo pero poderoso de Girlschool en diez canciones cortas, con las voces principales compartidas por Williams, McAuliffe y Johnson. Girlschool lanzó su álbum debut, Demolition, en junio de 1980, junto con los sencillos "Emergency", "Nothing to Lose" y "Race with the Devil". Demolition alcanzó el puesto 28 en la lista de álbumes del Reino Unido en julio de 1980. 
En el mismo período, los álbumes y sencillos de Judas Priest, Saxon, Def Leppard, Iron Maiden, Motörhead y otras bandas de la NWOBHM alcanzaron altas posiciones en las listas del Reino Unido, mientras que las mismas bandas realizaron giras y conciertos por toda Europa.  
Girlschool participó en esta frenética actividad de gira, viajando por Gran Bretaña y visitando Europa como cabeza de cartel y como apoyo a sus compañeros de sello Uriah Heep y Motörhead.  
El 20 de agosto, Girlschool y Motörhead fueron filmados actuando en vivo en el Nottingham Theatre Royal para el programa Rockstage, transmitido por la estación ATV el 4 de abril de 1981. En este período, la banda fue objeto de una intensa cobertura mediática por parte de revistas de música, radio y televisión, interesados en la novedad de una exitosa banda británica de metal exclusivamente femenina. El aluvión de entrevistas y promociones no detuvo la producción de canciones y las chicas lanzaron el nuevo sencillo "Yeah Right" en noviembre de 1980. 
En diciembre de 1980, Girlschool comenzó oficialmente a grabar la continuación de Demolition, nuevamente con el productor Vic Maile, quien mientras tanto había producido el álbum clásico de Motörhead Ace of Spades. Durante las sesiones, Maile sugirió formar un equipo de grabación en estudio con Motörhead, lo que resultó en el lanzamiento del EP St. Valentine's Day Massacre. El EP contiene la versión de la canción "Please Don't Touch" de Johnny Kidd & The Pirates y dos versiones propias, con Motörhead interpretando "Emergency" de Girlschool y Girlschool interpretando "Bomber" de Motörhead. Dufort tocó la batería en todas las canciones, porque el baterista de Motörhead, Phil "Philthy Animal" Taylor, se estaba recuperando de una lesión en el cuello. También tocó la batería durante el programa de televisión BBC One Top of the Pops del 19 de febrero de 1981, donde las dos bandas interpretaron "Please Don't Touch" bajo el sobrenombre de Headgirl. El EP alcanzó el número 5 en la lista de sencillos del Reino Unido en febrero de 1981 y fue certificado plata en diciembre de 1981, la mejor actuación de ventas para ambas bandas en ese momento. 
El álbum Hit and Run fue lanzado en abril de 1981, seguido pronto por el sencillo del mismo nombre. Ambos lanzamientos tuvieron mucho éxito en el Reino Unido, alcanzando el álbum la posición número 5 y el puesto número 33 en las listas respectivas. El álbum también llegó a las listas de Nueva Zelanda y Canadá, donde obtuvo oro. 
Hit and Run no se lanzó en los EE. UU. hasta 1982, con una lista de canciones diferente que incluía canciones de Demolition. El éxito de su segundo álbum convirtió a Girlschool en una atracción creciente en la hirviente escena del hard rock y el heavy metal británico, asegurando espacios como cabeza de cartel en estadios de tamaño mediano en su gira por el Reino Unido con entradas agotadas o lugares como invitado en conciertos del tamaño de estadios de las principales atracciones. como Black Sabbath y Rush.  
No se concertaron fechas en Estados Unidos, pero Girlschool visitó Canadá en julio.  
Su gira de 1981 culminó el 28 de agosto, encabezando la noche del viernes del Reading Festival de tres días. El Friday Rock Show de BBC Radio 1 transmitiría más tarde el set de Reading, pero la grabación no ha recibido un lanzamiento oficial. 
A principios de 1982, Girlschool hizo una gira europea y, en la última fecha danesa en Copenhague con el acto de apoyo Mercyful Fate, McAuliffe recibió una descarga eléctrica potencialmente fatal de su micrófono. Se recuperó lo suficientemente rápido como para completar una gira japonesa, hacer otros shows europeos apoyando a Rainbow en su gira Difficult to Cure y comenzar a trabajar en nuevo material para el próximo álbum. Sin embargo, el agotador calendario de grabaciones, trabajos promocionales y conciertos había empezado a pasar factura al grupo, siendo la bajista Enid Williams la primera en abandonar, justo después del lanzamiento de Wildlife en marzo de 1982, un EP diseñado para lanzar el próximo álbum.   
Por recomendación de Lemmy, Williams fue reemplazada por Ghislaine 'Gil' Weston, ex bajista de la banda de punk The Killjoys. 
El tercer álbum de Girlschool, Screaming Blue Murder, se grabó en febrero y marzo de 1982 bajo la dirección de Nigel Gray, el exitoso productor de The Police y The Professionals. El álbum se lanzó a nivel mundial en junio de 1982 pero, a pesar de la fuerte promoción, sólo alcanzó el puesto 27 en la lista de álbumes del Reino Unido.  
Los críticos generalmente consideraron que Screaming Blue Murder era una oferta más débil en comparación con los dos álbumes anteriores. 
Girlschool siguió siendo de todos modos una fuerte atracción en vivo y su gira mundial de 1982 llevó a la banda por primera vez en los Estados Unidos a tocar en estadios, apoyando a Iron Maiden y Scorpions. Actos de NWOBHM como Judas Priest y Def Leppard comenzaron a ser muy populares en Estados Unidos y las chicas y su sello discográfico no tenían intención de retroceder en la conquista de ese gran mercado.

### 1983–1985: American sirens
En 1983 lanzaron el disco Play Dirty, que tuvo buena acogida en los Estados Unidos. Después vinieron dos discos más, Running Wild de 1985 y Girlschool de 1992, acompañados de su respectiva gira. 

### Nuevo Milenio y Actualidad
En el 2000 lanzaron el álbum Not that Innocent. Desde entonces han hecho presentaciones en festivales y giras, con artistas como Alice Cooper, Twisted Sister, y girando nuevamente con Motörhead.
Finalmente a principios de 2002 salió el nuevo álbum “21st ANNIVERSARY – NOT THAT INNOCENT” que presenta la primera balada semiacústica de la banda “A Love Too Far”.
En julio de 2004 presenta el nuevo álbum de nombre “Believe”, los festivales de rock y metal han sido una constante para la banda actuando en varios de los más importantes como Wacken, Hellfest, Bang Your Head…
Por seis años, la vocalista y guitarrista Kelly Johnson luchó contra el cáncer antes de su muerte, el 15 de julio de 2007.
En octubre de 2008 lanzan “Legacy” un homenaje a Johnson y a la celebración del 30 aniversario de la banda, la canción “Legend” Está especialmente dedicada a Johnson, el álbum recibió excelentes críticas.
El 26 de septiembre de 2011 publican una regrabación con motivo del 30 aniversario del disco “Hit And Run” llamada “Hit And Run – Revisited”.
El 13 de noviembre de 2015 publican el que hasta el momento es su último disco llamado “Guilty As Sin” y este 2019 tenemos la suerte de tenerlas de gira en España en Oviedo y Vitoria.
El 29 de enero de 2019, Girlschool anunció que la bajista-vocalista Enid Williams dejó la banda, esta vez para siempre, y que Tracey Lamb se unió a ellos inicialmente como bajista de gira y, finalmente, como su sucesora.

## Miembros

### Miembros actuales
- Kim McAuliffe - guitarra rítmica, voz (1978-presente)
- Denise Dufort - batería (1978-presente)
- Tracey Lamb - bajo (1987-1991) (1993-2000) (2019-presente)
- Jackie Chambers - guitarra líder, voz (1999-presente)

#### Miembros anteriores
- Kelly Johnson - guitarra líder (1978-1984)
- Enid Williams - bajo, voz (1978-1982) (2000-2019)
- Ghislaine 'Gil' Weston - bajo, voz (1982-1987)
- Chris Bonacci - guitarra líder (1984-1992)
- Jackie Bodimead - voz líder, teclados (1984-1986)
- Jackie Carrera - bajo (1992)

## Discografía

### Álbumes de estudio
- Demolition (1980)
- St. Valentine's Day Massacre (EP) (1981)
- Hit and Run (1981)
- Screaming Blue Murder (1982)
- Play Dirty (1983)
- Running Wild (1984)
- Nightmare at Maple Cross (1986)
- Take a Bite (1988)
- Girlschool (1992)
- Not That Innocent (2002)
- Very best of Girlschool (2002)
- Believe (2004)
- Legacy (2008)
- Hit and Run – Revisited (2011)
- Guilty as Sin (2015)

### Álbumes en vivo
- Girlschool Live (1996)
- Girlschool Live: King Biscuit Flower Hour (1996)
- Race With The Devil Live (2000)